# Lažni menih in ukradeni nož
Lažni menih in ukradeni nož (河内山宗俊, Kōchiyama Sōshun) je japonski črno-beli dramski film iz leta 1936, ki ga je režiral Sadao Jamanaka in zanj napisal tudi scenarij skupaj s Šintarom Mimuro, v glavnih vlogah pa nastopajo Čodžuro Kavarasaki, Kanemon Nakamura in Secuko Hara. Zgodba se vrti okoli kraje na videz nepomembnega noža, kar sproži spiralo tragičnih dogodkov. Film velja za enega prvih filmov japonskega žanra jidaigeki. Je eden od le treh preživelih filmov Jamanake, ki jih je posnel 26. Scenarij temelji na kabuki gledališki igri Kavatakeja Mokuamija. Premierno je bil prikazan 30. aprila 1936, 2. novembra 2020 pa v restavrirani 4K različici na Mednarodnem filmskem festivalu v Tokiu.

## Vloge
- Čodžuro Kavarasaki kot Kočijama Sošun
- Kanemon Nakamura kot Kaneko
- Šizue Jamagiši kot Ošizu
- Secuko Hara kot Onami
- Daisuke Kato kot Kenta